# サントリーニ島
サントリーニ島（Σαντορίνη / Santorini） もしくは ティーラ島（Θήρα / Thira）は、エーゲ海のキクラデス諸島南部に位置するギリシャ領の島。かつて大爆発を起こした火山が形成したカルデラ地形（サントリーニ・カルデラ）の一部で、その外輪山にあたる。「サントリーニ島」の名はカルデラ全体、すなわち本島を含めた5つの島々（サントリーニ諸島）の総称としても用いられる。
カルデラ湾を望む断崖の上に白壁の家々が密集する景観でも知られており、エーゲ海の著名な観光地のひとつである。一方、サントリーニ・カルデラ内では現在も活発な火山活動がある。

## 名称
この島は、古くは「もっとも美しいもの」を意味する「カリステー」（Καλλίστη / Kallístē）や、「円形のもの」を意味するストロンギレー（Στρογγύλη / Strongýlē、あるいは「ストロンギリ」）、または「テーラ」（Θήρα / Thēra）と呼ばれていた。「サントリーニ」（Σαντορίνη / Santorini）の名は13世紀にラテン帝国のもとでつけられた名で、ペリサの集落にある聖イレーナに献じられた教会から採られている。オスマン帝国の時代にも、これに由来する Santurin や Santoron と呼ばれた。「ティーラ」（Θήρα / Thira）の名は19世紀に島と中心集落の公式名称として再び用いられることになった（島の中心地フィラは「ティーラ」の別発音である）。しかし、現在も日常的には Santorini の名が使われている。
Santorini のカナ転記としては「サントリーニ」がよく使われているが、ギリシャ語の発音 [sandoˈrini] に従えば「サンドリニ」 が原音に近い。なお、この島の日本語表記には「サントリーニ」「サンドリニ」のほか「サントリニ」「サンドリーニ」「サントリン」、「ティーラ」のほかに「ティラ」「テラ」などの表記ゆれがある。

## 地理

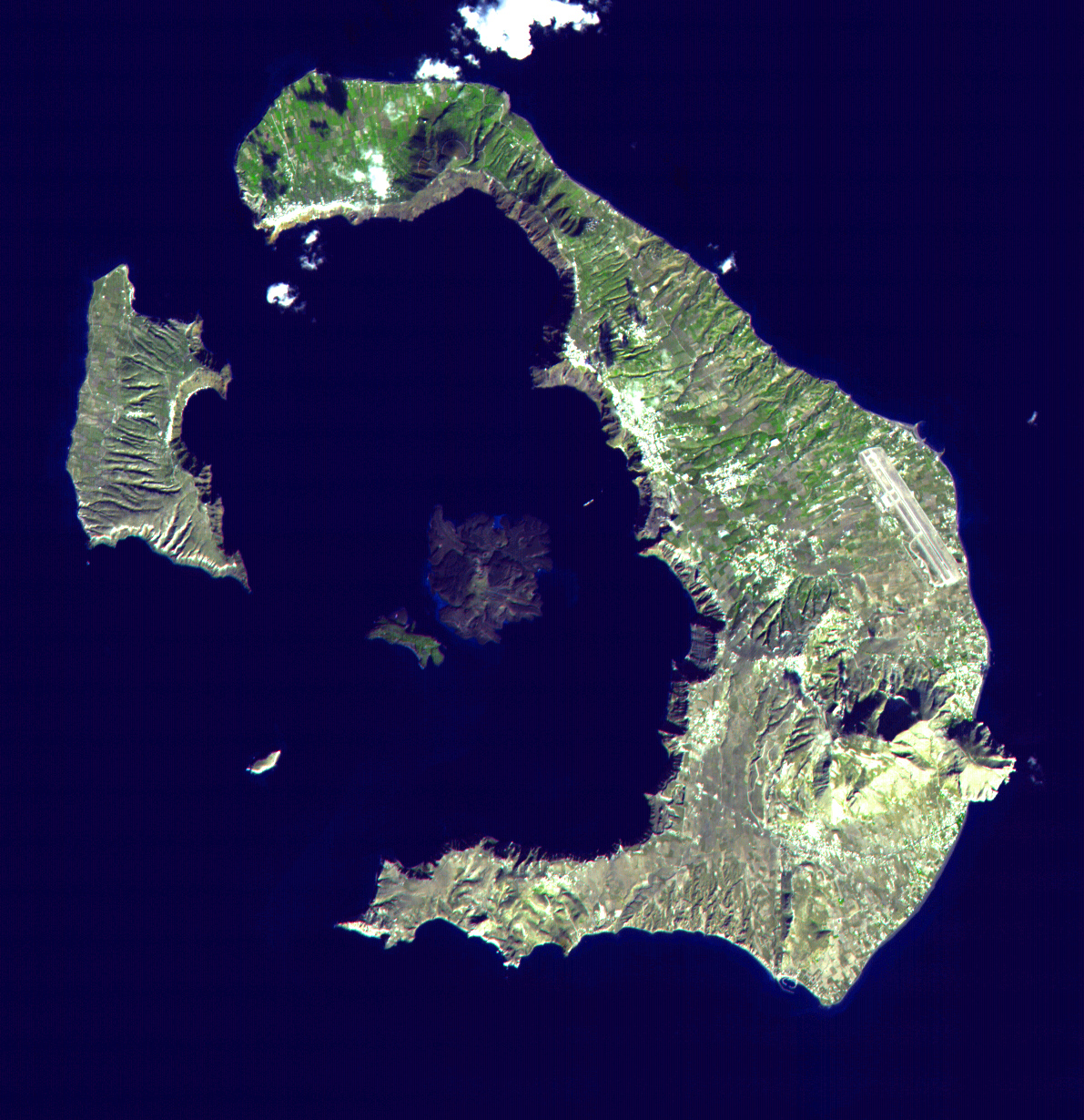
サントリーニ島の衛星写真

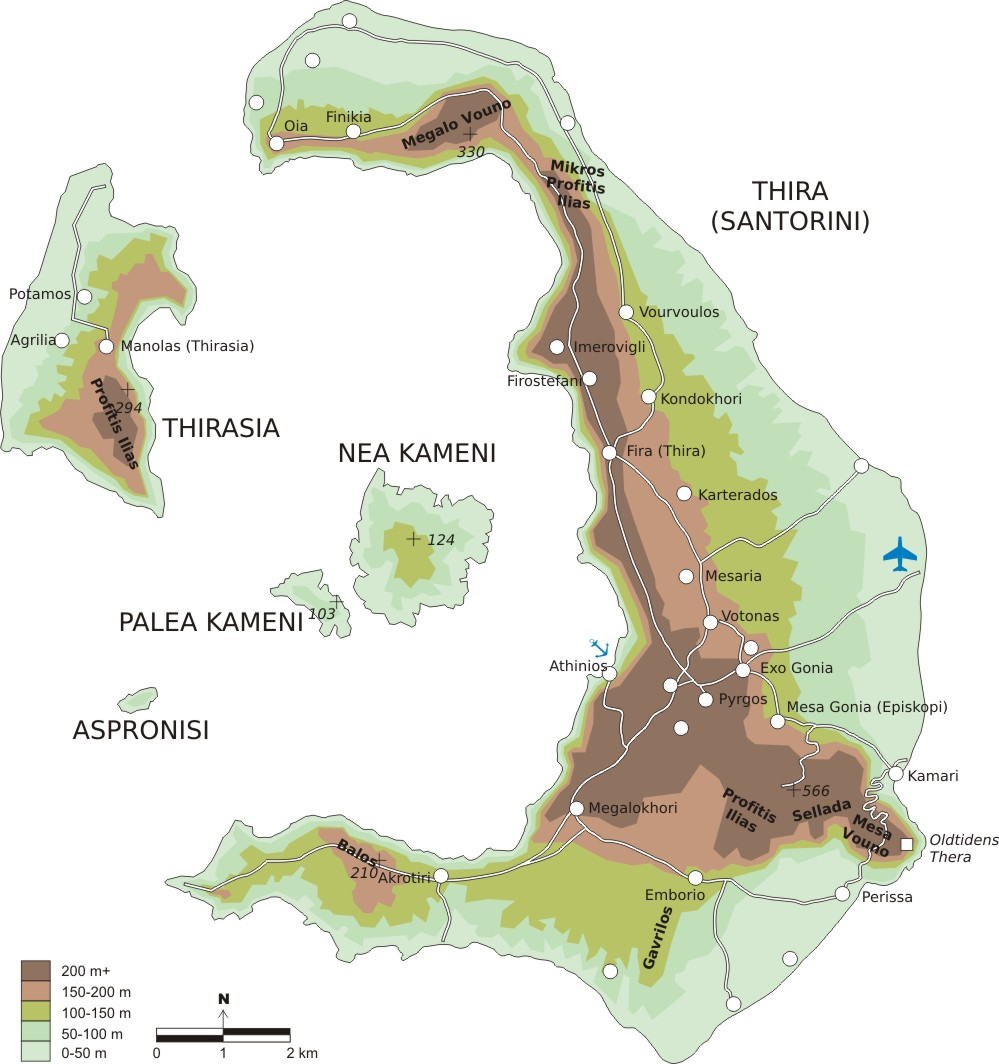
サントリーニ島の地図

### 位置と広がり
サントリーニ島はエーゲ海南部のキクラデス諸島最南端にあたり、ギリシャ本土からは東南へ約200キロメートル離れている。
「サントリーニ」は、サントリーニ島（本島）のほかに付近の島を合わせた群島（サントリーニ諸島）の総称としても用いられる。サントリーニ諸島は以下の島から構成される。
- サントリーニ島 / ティーラ島（本島）
- ティラシア島（英語版）（Θηρασία / Therasia）
- ネア・カメニ島（英語版）（Νέα Καμένη / Nea Kameni）
- パレア・カメニ島（Παλαιά Καμένη / Palaia Kameni）
- アスプロニシ島（Ασπρονήσι / Aspronisi）

群島で最大の島は、カルデラ東側で三日月形に広がるサントリーニ島本島であり、フィラやイアなど主要な集落はこの島に位置する。次いで大きいのは、カルデラ西北に位置するティラシア島であり、群島で人が定住する島はこの二つである。

### 主要な集落
人口1,000人以上の集落は以下の通り（人口は2001年国勢調査時点）。
- フィラ（英語版）（Φηρά: ティーラ地区） - 2,113人
- エンボリオ（Εμπορείο: ティーラ地区） - 1,773人
- カマリ（英語版）（Καμάρι: ティーラ地区） - 1,351人
- カルテラドス（Καρτεράδος: ティーラ地区） - 1,089人
- メサリア（Μεσαριά: ティーラ地区） - 1,075人

島の中心集落は、カルデラ東側中央の断崖上に位置するフィラ。白い町並みで有名な4エーゲ海有数の観光地で、580段もの階段もしくはロープウェーで入る。フィラの北にはフィロステファニ（Φηροστεφάνι、行政上はフィラの一部であるが、しばしばフィラと区別して考えられる）、フィロステファニの北にはイメロヴィグリ（Ημεροβίγλι）の集落があり、カルデラに面した奇観で知られている。カルデラ北側にはイア（Οία）の集落がある。人口約760人のイアは、島北部のイア地区（旧イア村）の中心集落で、「ブルードーム」と通称される教会や風車で知られる。
カルデラ側とは反対側、島の東南部には、ビーチリゾートとして知られるカマリやペリサ（Περίσσα）の集落があり、カマリの北方の平野に空港が設けられている。島の南部にはエンボリオの集落が広がっている。島の西南部にはアクロティリ（Ακρωτήρι）の集落がある。
- フィラ
- イア
- カマリとセラダ峠
- エンボリオ

## 歴史
地質学、歴史学の分野において、これらの群島がかつてひとつの大きな島であったと証明されている。紀元前1628年ごろ、海底火山の爆発的噴火（ミノア噴火）により、地中のマグマが噴き出してできた空洞状の陸地が陥没してカルデラを形成し、現在のような形状になった。この爆発的噴火はエーゲ海一帯に惨禍をもたらし、プラトンの著作『ティマイオス』に端を発する洋上の理想郷・アトランティス伝説に大きな影響を与えたとされる。ちなみに、この幻の大陸アトランティス伝説のもうひとつの有力なモデルが110キロメートルほど南にあるクレタ島で、ここではサントリーニ島とともにかつてヨーロッパ最古の文明といわれるミノア文明が栄えていた。サントリーニ島内の南部に、ミノア文明下の大規模な港湾都市遺跡・アクロティリ遺跡がある。1956年、ギリシャの地震学者アンデロス・ガラノパウロスが「サントリーニ島こそアトランティスである」との新説をたてた。
紀元前9世紀頃、あらたに都市国家が興り（古代ティラ）、海賊を避けて南東部の山の尾根に町を作り、古代ギリシャ、さらに古代ローマの領土となり、ビザンチン時代にも栄えたが、726年の噴火により、遺跡は残るものの再び廃墟となった。
中世のヨーロッパでは、サントリーニ島は噴火と不死者の伝説によって恐怖の島として怖れられた。第4回十字軍の後にヴェネツィア人が入植し、丘の上にカストロと呼ばれる城塞集落を築いた。17世紀の地図には5つのカストロが描かれているが、現存するカストロはピルゴスのみである。18世紀には農産物とワインの輸出に乗り出したギリシアの貿易商人たちによって、係留した船が見下ろせるカルデラの絶壁に商館と集落が築かれるようになった。この時期に最も栄えたのがイアの街である。
20世紀に海運の主力が帆船から蒸気船に移行するとともにサントリーニ島の重要性が薄れてしまい、海運業者たちはサントリーニ島からピレウスなどの近代的な港へと移っていった。急速に衰退しつつあった絶壁街区は1956年の震災(en:1956 Amorgos earthquake)によって壊滅状態に陥った。政府は背後の緩斜面に被災住宅を建築し、絶壁街区への居住が禁止された。その後の20年間、街区は放置されたが、乗組員居住区が復元されてペンションに改装されるなど、観光業に利用されるようになった。

### 2025年の地震
2025年1月28日から地震が起きている。

## 社会

### 産業・経済
キクラデス諸島の中ではミコノス島と並んで人気のある観光地であり、リゾート地としても知られる。前述の洞窟住宅を改装したホテルや別荘が多く存在する。
主な特産品はレンズ豆。「ファヴァ（ファバ）」という地元料理の重要な材料でもある。チェリートマトなどのトマト類、白ナスなどのナスも特産である。また、ワインの産地としても知られる。島にはワイナリーが多く、白ワインやデザートワインに評価がある。
サントリン土（santorin earth）を産出し、セメント工業がある。

### 建築
断崖の法面を水平にくりぬいて作られた、独特の伝統的な家屋様式で知られる。その多くの壁面は真っ白に塗装され、びっしりと連なっており、この島の景観の大きな特徴となっている。外側に面したサロンで昼間の生活のほとんどが行われ、横穴の奥は寝室や物置として利用される。

## 行政区画

### 自治体（ディモス）
ティーラ市（Δήμος Θήρας）は、南エーゲ地方ティーラ県に属する基礎自治体（ディモス）である。ティーラ市はサントリーニ諸島全域のほか、アニドロス島 (Anydros) やクリスティアナ島 (Christiana Island) など近隣の小島嶼を市域に含む。
現在のティラ市は、カリクラティス改革（2010年1月施行）にともない、（旧）ティーラ市とイア村の2つの自治体が合併して発足した。旧自治体は、新自治体を構成する行政区（ディモティキ・エノティタ）となっている。
また、これに際して広域自治体（ノモス）であったキクラデス県の県域が分割され、行政区（ペリフェリアキ・エノティタ）であるティラ県が設置された。ティラ市はティラ県所属5自治体のうちのひとつである。
下表の番号は、下に掲げた「旧自治体」地図の番号に相当する。下表の「旧自治体名」欄は、無印がディモス（市）、※印がキノティタ（村）の名を示す。面積の単位はkm²、人口は2001年国勢調査時点。
|    | 旧自治体名 | 綴り | 政庁所在地 | 面積 | 人口   |
| -- | ---------- | ---- | ---------- | ---- | ------ |
| 7  | ティーラ   | Θήρα | フィラ     | 71.2 | 12,440 |
| 27 | イア ※     | Οία  | イア (en)  | 19.4 | 1,230  |

- キクラデス県の旧自治体（2010年まで）
- 旧ティラ市（1999年 - 2010年）
- ティラ市（2011年から）

### 旧自治体（ディモティキ・エノティタ）
カリクラティス改革以前の旧ティーラ市にあたるティーラ地区（Δημοτική Ενότητα Θήρας）は、以下のキノティタ（都市・村落）から構成される。
表中の Τ.δ. は Τοπικό διαμέρισμα の略であり、カポディストリアス改革による統廃合（1999年1月施行）以前の旧自治体に由来する区画である。[　] 内は人口（2001年国勢調査）を示す。
| - Τ.δ. Θήρας ティラ [ 2,291 ] - η Φηρά フィラ [ 2,113 ] - ο Άνυδρος (νησίδα) アニドロス島 [ 0 ] - τα Ασκανιά (νησίδα) アスカニア島 [ 0 ] - το Ασπρονήσι (νησίδα) アスプロニシ島 [ 0 ] - ο Έξω Γιαλός (Τ.δ. Θήρας) [ 57 ] - οι Έξω Κατοικίες [ 19 ] - η Εσχάτη (νησίδα) [ 0 ] - οι Μέσα Κατοικίες [ 102 ] - η Νέα Καμένη ネア・カメニ [ 0 ] - ο Όρμος Φηρών オルモス・フィロン（フィロン港） [ 0 ] - η Παλαιά Καμένη パレア・カメニ [ 0 ] - τα Χριστιανά クリスティアナ [ 0 ] - η Χριστιανή (νησίδα) クリスティアニ島 [ 0 ] - Τ.δ. Ακρωτηρίου アクロティリ [ 450 ] - το Ακρωτήρι アクロティリ [ 450 ] - Τ.δ. Βόθωνος ヴォトナス [ 671 ] - ο Βόθωνας ヴォトナス [ 605 ] - η Αγία Παρασκευή アギア・パラスケヴィ [ 66 ] - Τ.δ. Βουρβούλου ヴルヴロス [ 475 ] - ο Βουρβούλος ヴルヴロス [ 475 ] | - Τ.δ. Εμπορείου エンボリオ [ 2,465 ] - το Εμπορείο エンボリオ [ 1,773 ] - ο Άγιος Γεώργιος アギオス・ゲオルギオス [ 68 ] - ο Εξωμύτης エクソミティス [ 151 ] - η Περίσσα ペリサ [ 473 ] - Τ.δ. Έξω Γωνιάς エクソ・ゴニア [ 375 ] - η Έξω Γωνιά エクソ・ゴニア [ 331 ] - τα Περιβόλια [ 44 ] - Τ.δ. Επισκοπής Γωνιάς エピスコピ・ゴニアス [ 1,430 ] - η Επισκοπή Γωνιάς エピスコピ・ゴニアス [ 79 ] - το Καμάρι カマリ [ 1,351 ] - Τ.δ. Ημεροβιγλίου イメロヴィグリ [ 503 ] - το Ημεροβίγλι イメロヴィグリ [ 467 ] - η Παναγία Καλού [ 36 ] - Τ.δ. Καρτεράδου カルテラドス [ 1,108 ] - ο Καρτεράδος カルテラドス [ 1,089 ] - ο Έξω Γιαλός (Τ.δ. Καρτεράδου) [ 19 ] - Τ.δ. Μεγαλοχωρίου メガロホリ [ 460 ] - το Μεγαλοχώρι メガロホリ [ 460 ] - Τ.δ. Μεσαριάς メサリア [ 1,480 ] - η Μεσαριά メサリア [ 1,075 ] - ο Μονόλιθος モノリトス [ 405 ] - Τ.δ. Πύργου Καλλίστης ピルゴス・カリスティス [ 732 ] - ο Πύργος Καλλίστης ピルゴス・カリスティス [ 732 ] - η Μονή Προφήτη Ηλία [ 0 ] - ο Όρμος Αθηνιός オルモス・アティニオス（アティニオス港） [ 0 ] |

- Διοικητική διαίρεση νομού Κυκλάδων - キクラデス県の自治体・集落一覧（1999年 - 2010年）

## 交通

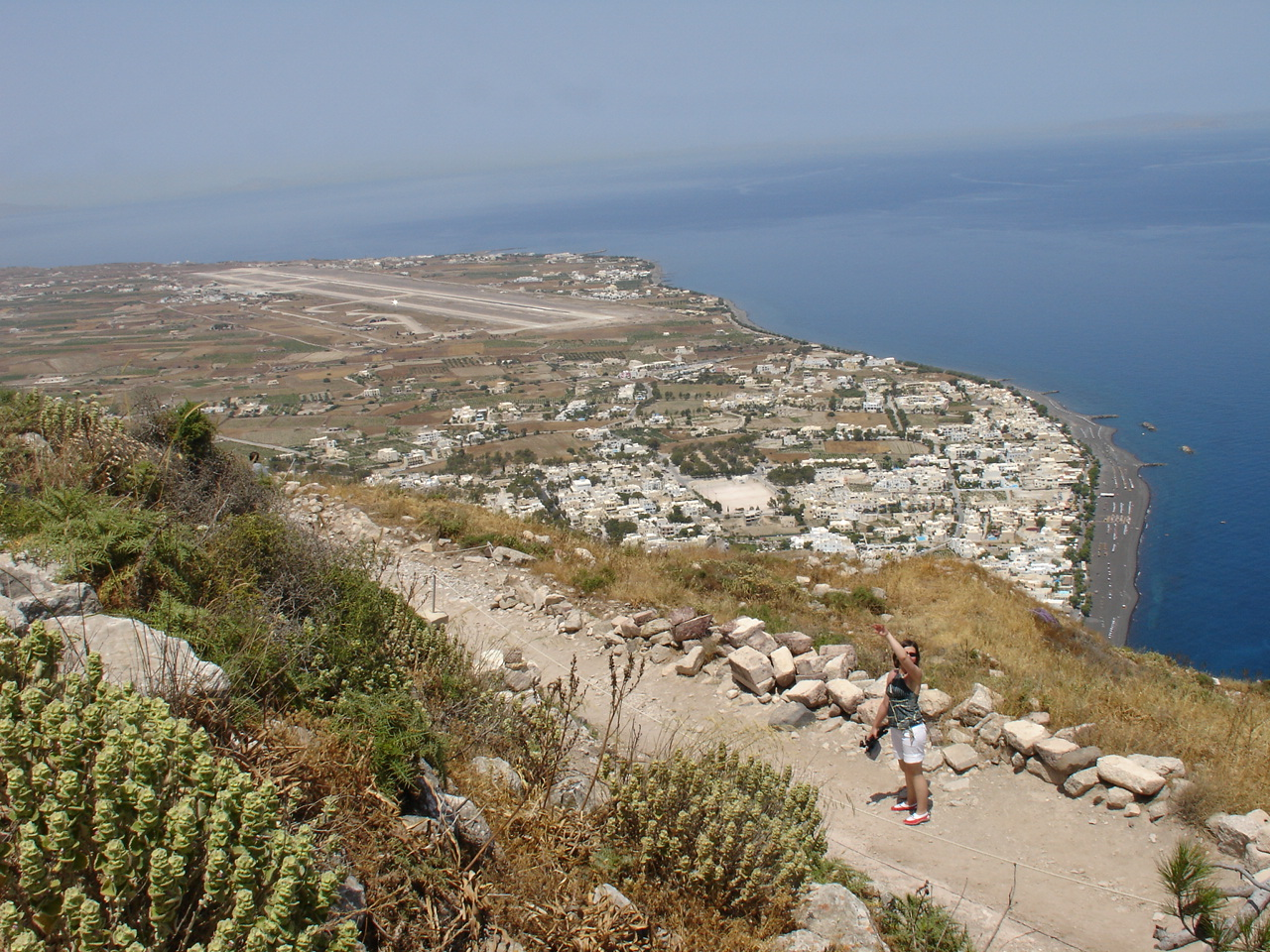
カマリの街と空港

- 飛行機 - サントリーニ国際空港。アテネから約50分
- フェリー - ピレウスからニュー・ポートの愛称で知られるアティニオス港。夏季にはクレタ島への便もある。
- バス - フィラ、イア、ニュー・ポート、空港などで多数発着。

## 文化・観光・施設
カルデラ湾に臨む西海岸が100～300m級の崖になっていて、その上に白い家並みの町が広がる。北部の港町であるイアは夕日の絶景で知られ、人気がある。ビーチリゾートを楽しむ人も多く、酸化した鉄により赤い溶岩と砂のレッドビーチ、火山灰からなる黒い砂浜のペリサビーチ、カマリビーチなどが知られる。ギリシャ正教会の聖堂が至る所にあり、その多くは白い壁と青いドーム型の屋根をもつ。
無人島のネア・カメニ島は現在も活動する活火山である。フィラのフィロン港（オールド・ポート）やイアから定期船が就航しており、上陸して噴火口まで近づくことができる。
その景色の開放的なイメージは、日本の映像文化にもよく登場している。近年のテレビCMでは新庄剛志が出演したアサヒの発泡酒「アクアブルー」（2007年春）、反町隆史が出演したキリン缶コーヒー「ファイア」（XXXX年）のロケ地がこのサントリーニ島である。

## ギャラリー

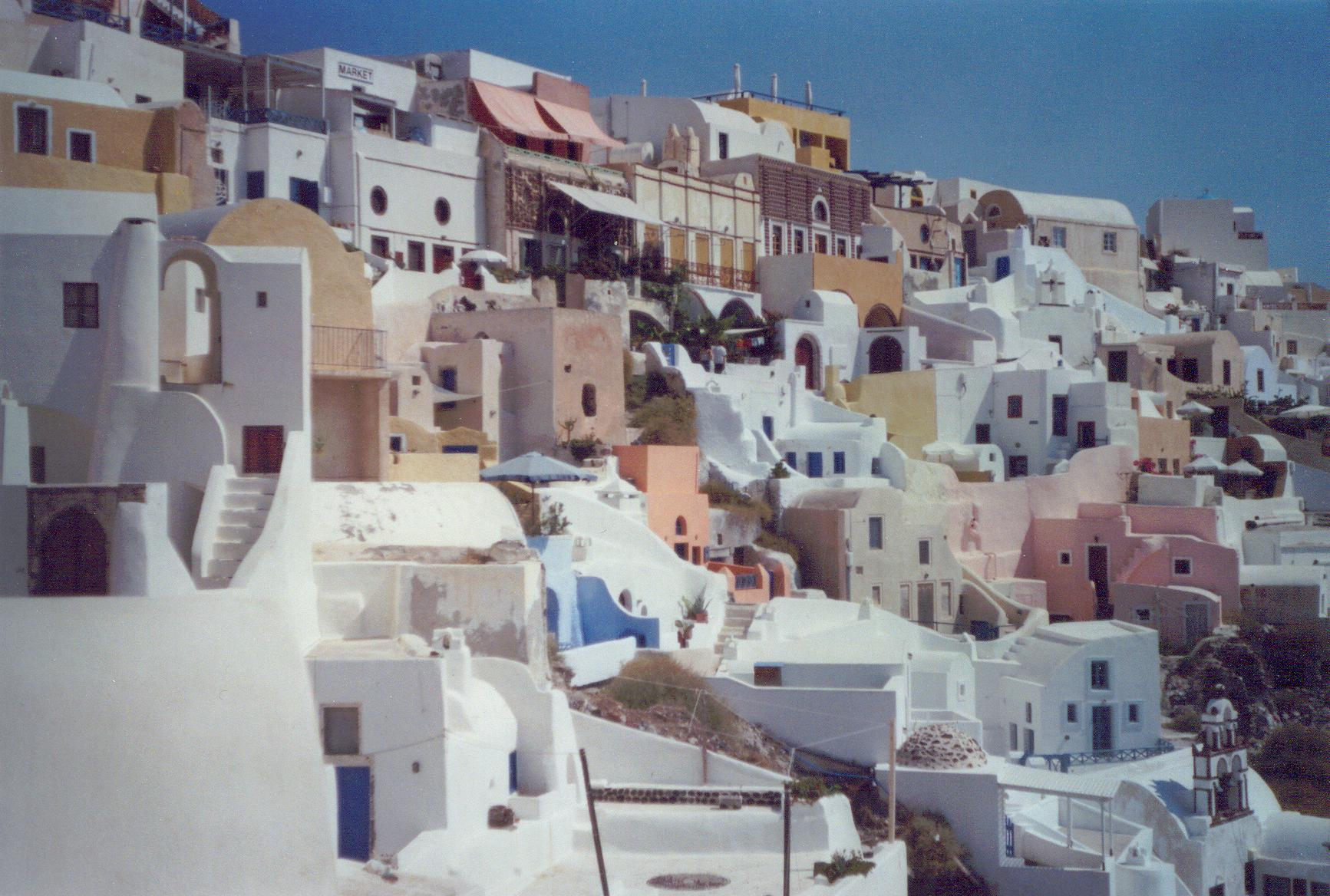
街並
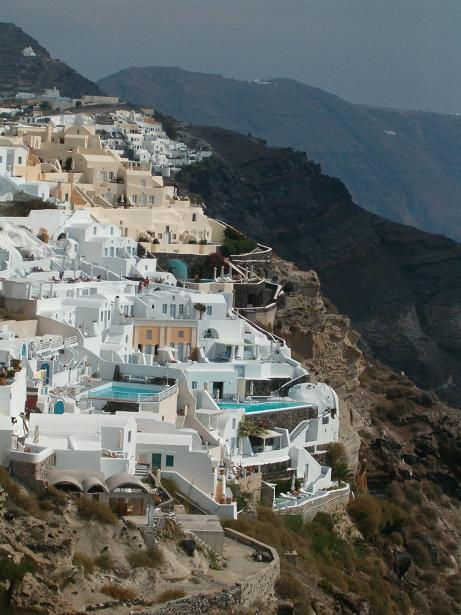
家々
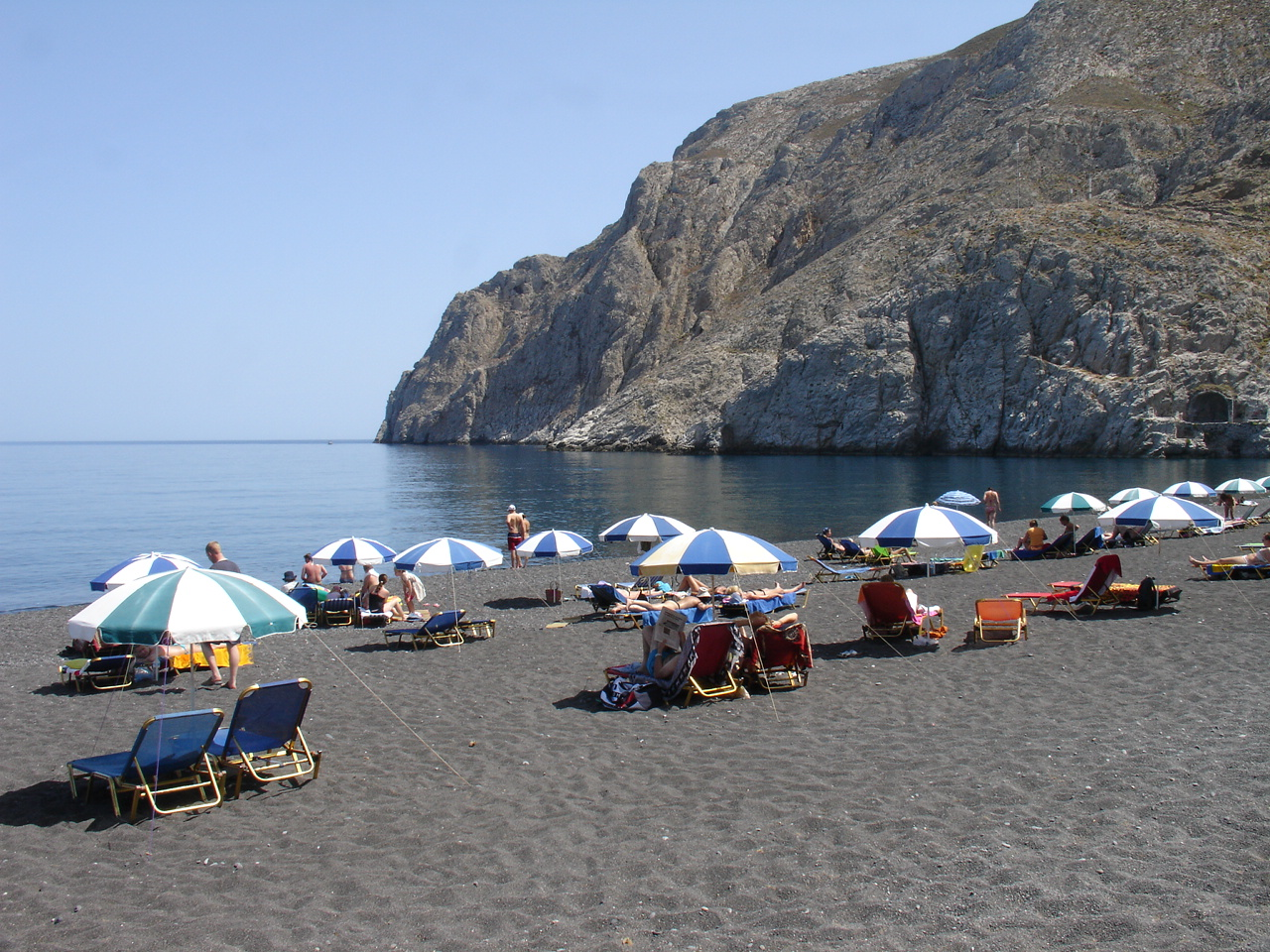
ビーチ
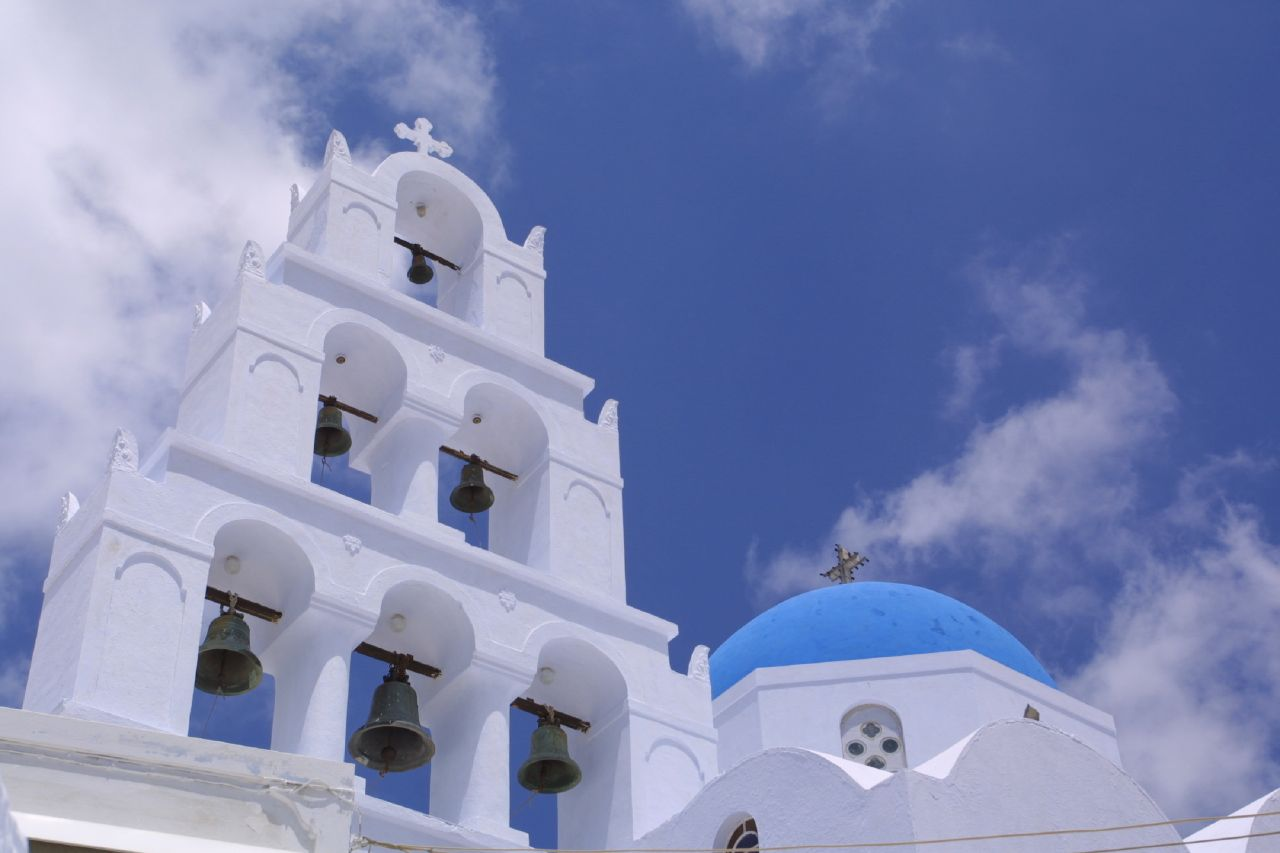
ギリシャ正教会の聖堂と鐘
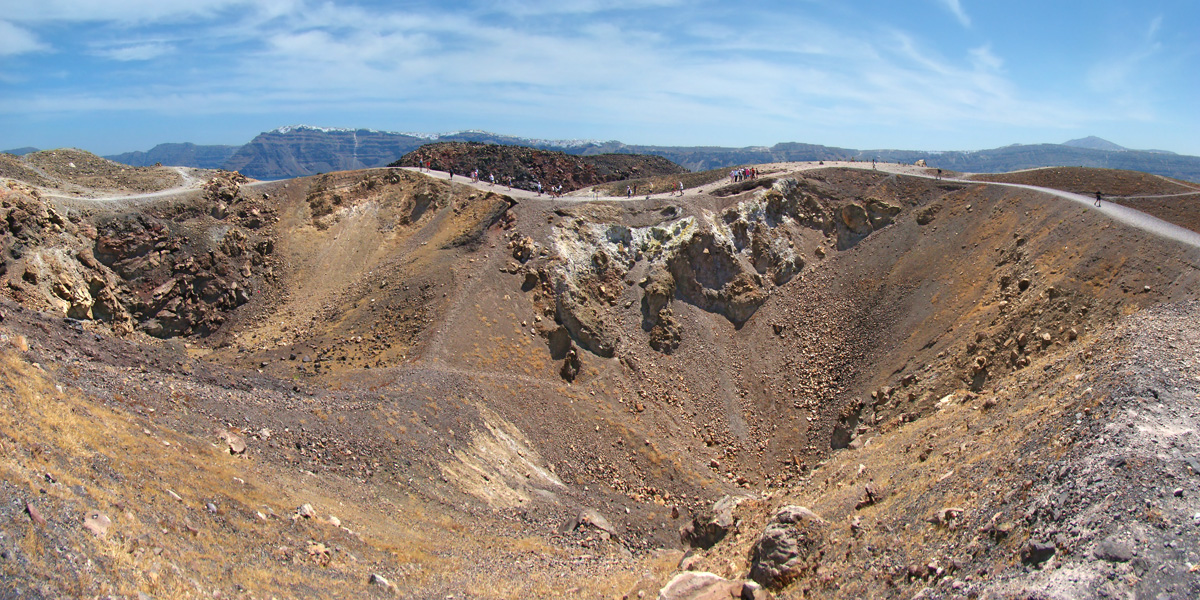
火口の跡